# Burton Albion Football Club 2013-2014
Questa voce raccoglie le informazioni riguardanti il Burton Albion Football Club nelle competizioni ufficiali della stagione 2013-2014.

## Rosa
| N. |                             | Ruolo | Calciatore      |
| -- | --------------------------- | ----- | --------------- |
| 1  | Inghilterra (bandiera)      | P     | Jordan Pickford |
| 2  | Inghilterra (bandiera)      | D     | Phil Edwards    |
| 3  | Inghilterra (bandiera)      | D     | Chris Hussey    |
| 4  | Irlanda (bandiera)          | C     | Rory Delap      |
| 5  | Scozia (bandiera)           | D     | Zander Diamond  |
| 6  | Inghilterra (bandiera)      | C     | Ian Sharp       |
| 8  | Irlanda del Nord (bandiera) | C     | Robbie Weir     |
| 9  | Inghilterra (bandiera)      | A     | Rene Howe       |
| 10 | Inghilterra (bandiera)      | C     | Adam Reed       |
| 11 | Scozia (bandiera)           | C     | Chris Palmer    |
| 14 | Irlanda (bandiera)          | D     | Damien McCrory  |

| N. |                             | Ruolo | Calciatore              |
| -- | --------------------------- | ----- | ----------------------- |
| 16 | Inghilterra (bandiera)      | P     | Dean Lyness             |
| 17 | Inghilterra (bandiera)      | C     | Jimmy Phillips          |
| 18 | Inghilterra (bandiera)      | A     | Dominic Knowles         |
| 20 | Irlanda del Nord (bandiera) | A     | Adam McGurk             |
| 21 | Inghilterra (bandiera)      | D     | Marcus Holness          |
| 22 | Inghilterra (bandiera)      | C     | Jack Dyer               |
| 23 | Inghilterra (bandiera)      | D     | Matt Palmer             |
| 25 | Australia (bandiera)        | D     | Shane Cansdell-Sherriff |
| 28 | Inghilterra (bandiera)      | A     | Michael Symes           |
| 29 | Irlanda del Nord (bandiera) | A     | Billy Kee               |
|    | Inghilterra (bandiera)      | C     | Lee Bell                |